# رحلة أوليمبيك للطيران رقم 954
الرحلة 954 التابعة لشركة أوليمبيك للطيران كانت رحلة ركاب داخلية تُشغّل بواسطة طائرة من طراز دوغلاس DC-6B. في 8 ديسمبر 1969، تحطمت الطائرة في جبل بالقرب من مدينة كيراتيا، شرق العاصمة اليونانية أثينا، أثناء اقترابها من الهبوط. أسفر الحادث عن مقتل جميع الأشخاص الذين كانوا على متن الطائرة، وعددهم 90 شخصًا، ما جعله أحد أكثر حوادث الطيران دموية في تاريخ اليونان.

## التحطم
كانت الرحلة خدمة ركاب مجدولة داخلية من مدينة خانيا في جزيرة كريت إلى أثينا. أثناء اقترابها من مطار أثينا، وبدون إنزال معدات الهبوط، اصطدمت الطائرة بجبل بانايو على ارتفاع يقارب 2000 قدم. وقد تميز الطقس في وقت الحادث بالأمطار والرياح العاتية.
كان تحطم الرحلة 954 أسوأ حادث طيران في تاريخ اليونان في ذلك الوقت، وهو الرقم القياسي الذي احتفظت به حتى وقوع كارثة رحلة هيليوس الجوية 522 بعد ما يقرب من ستة وثلاثين عامًا. ولا يزال هذا الحادث يُعد أكثر حوادث الطيران دمويةً التي تشمل طائرة من طراز دوغلاس DC-6، وكذلك الأشد فتكًا في تاريخ شركة أوليمبيك للطيران.

## السبب
تبيّن أن طاقم الطائرة انحرف عن المسار الصحيح وهبط إلى ما دون الحد الأدنى للارتفاع الآمن أثناء تنفيذ اقتراب آلي باستخدام نظام الهبوط الآلي (ILS).[بحاجة لمصدر]